# Eugen Schileru
Eugen Schileru este pseudonimul literar al lui Eugen Schiller (n. 13 septembrie 1916, Brăila, România – d. 10 august 1968), care a fost critic de artă, de film și literar, eseist și traducător român.

## Biografie

### Educație, carieră
Născut ca Eugen Schiller (evreu după tată), Eugen Schileru s-a născut la Brăila, în familia otorinolaringologului Henri Schiller și a Mariei, născută Demetrescu. A urmat Colegiul Național „Nicolae Bălcescu” din Brăila, în perioada 1930 - 1934, după care a făcut Facultatea de literatură și filozofie a Universității București din 1934 până în anul 1938, precum și facultatea de drept. 
Schileru a absolvit facultatea cu o diplomă în estetică; teza sa tratând arta și manifestările patologice. Unul dintre profesorii săi a fost George Oprescu. În 1939, a primit o diplomă de drept. Sub pseudonimul Adrian Schileru, a publicat în cursul anului 1936 în revista marxistă Era nouă, fiind apropiat de mișcarea comunistă. În 1938 , a primit o bursă pe perioada vacanței de la Institutul Francez de Studii Avansate din România; tot în acel an, a absolvit seminarul pedagogic, care-i va permite să activeze ca profesor.
Din 1948 până în 1951, a condus biblioteca Academiei Române. În 1949, a devenit profesor de estetică la Institutul de Arte Plastice „Nicolae Grigorescu” din București, devenind șeful catedrei / președintele departamentului de istorie a artei în 1968.

### Scrieri
Scrierile lui Schileru includ articole publicate în reviste literare și de specialitate, analize critice de artă plastică (cataloage de expoziții, coloane de artă, comentarii estetice, note despre impresionism, pictură clasică și contemporană), recenzii de film, lucrări teoretice despre artă și comentarii critice despre Rembrandt (1966), Ion Sima (1968), Ion Irimescu (1969), Impresionism (1969), Scrisoarea de dragoste (1971) și Preludii critice (1975). 
A colaborat antebelic la revistele Lumea, Revista Fundațiilor Regale, Cuvântul liber, Adevărul literar și artistic, Viața românească, Tinerețea, Democrația, România liberă iar după război la Gazeta literară, Contemporanul, Secolul XX, ARTA, SCIA, .ș.a. A întocmit numeroase cataloage de expoziții, a avut multe emisiuni la radio și la televiziune.
A prefațat traduceri din Antoine de Saint-Exupéry, Thomas Mann, Herman Melville, Alberto Moravia și Cesare Pavese, în timp ce el însuși a tradus singur sau în colaborare din operele lui Sinclair Lewis, James Hilton, Horace McCoy, Giovanni Germanetto, André Ribard, Claude Lévi-Strauss, Albert Maltz, Richard Sasuly și Tirso de Molina.
Muzeul Carol I din Brăila a sărbătorit 100 de ani de la nașterea lui Eugen Schileru. La editura Istros a apărut „Eugen Schileru. Viața lui ca o carte”, un volum în care fiica sa, Micaela Schileru, își amintește de tatăl ei extraordinar. Cartea este organizată în trei secțiuni: I. Eugen Schileru, Tatăl meu; II. Eugen Schileru, prin el însuși, o selecție a scrierilor sale publicate în presa tipărită, începând cu 1933 până la moartea sa; III. Amintiri despre Eugen Schileru de către contemporanii săi și de foștii săi studenți.

## Volume
- Scenografia romînească, București, Editura Meridiane, 1964
- Rembrandt, București, Editura Meridiane, 1966
- Victor Roman, București, Editura Meridiane, 1967
- Ion Sima, București, Editura Meridiane, 1968
- Ion Irimescu,  București, Editura Meridiane, 1964
- Impresionismul,  București, Editura Meridiane, 1970
- Scrisoare de dragoste,  ediție îngrijită de Mihaela Schileru-Chiose, Prefață de Miron Constantinescu, București, Editura Meridiane, 1971
- Preludii critice,  ediție îngrijită și prefață de Andrei Pleșu, București, Editura Meridiane, 1975.

## Afilieri
- Uniunea artiștilor plastici din România
- Uniunea scriitorilor din România[3]

## Referinte
1. ↑  „758B35E4B75EDF86C22581A000404BFA/$FILE/Eugen%20Schileru%20(13%20septembrie%201916,%20Braila%20-%2010%20august%201968,%20Bucuresti)%20.pdf”. Consiliul județean Brăila. Accesat în 01,08,2022. Verificați datele pentru: |access-date= (ajutor)
2. ↑  Aurel Sasu (ed.), Dicționarul biografic al literaturii române, vol. II, p. 545-46. Pitești: Editura Paralela 45, 2004. ISBN 973-697-758-7
3. ↑  Cruceru, Florica; Dinculescu, Alice (2021). Istorici și critici de artă români. 1800-1980. București: ACS. p. 219-220.